# Winston Spencer-Churchill

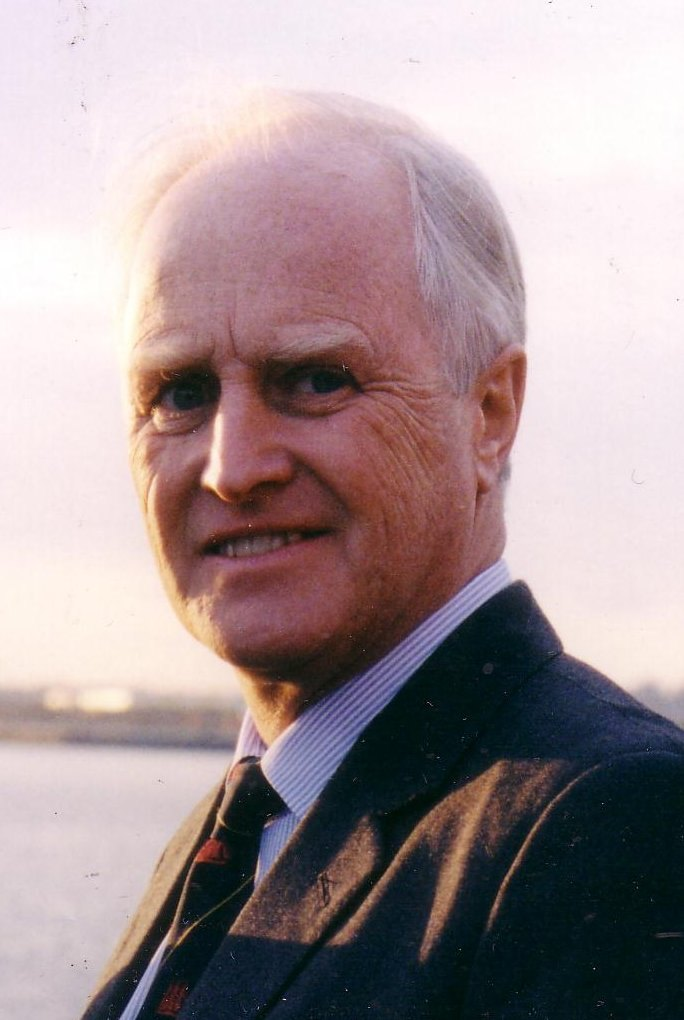
Winston Spencer-Churchill

Winston Spencer-Churchill (Chequers, 10 oktober 1940 – 2 maart 2010) was een Engels politicus voor de Conservative Party. Hij was de zoon van Pamela Harriman en haar eerste echtgenoot Randolph Churchill, de enige zoon van oorlogspremier Winston Churchill. Zijn neef Nicholas Soames is parlementslid voor de conservatieven. Zijn tweede echtgenote was de Belgische juwelier Luce Engelen.
Vooraleer in de politiek te gaan was Churchill onder andere journalist tijdens de Zesdaagse Oorlog. Later schreef hij hierover een boek. Van 1970 tot 1977 was hij parlementslid in het Lagerhuis. Na zijn vertrek uit het parlement was hij een veel gevraagde spreker en schreef hij artikelen over de oorlog in Irak en over de strijd tegen het islamitisch terrorisme. Hij was ook lobbyist voor de "UK National Defence Association". Hij gaf een bloemlezing van de redevoeringen van zijn grootvader uit onder de titel Never Give In!.
In mei 1993 ontketende hij een politieke rel door zijn kritiek op de "oeverloze stroom" migranten van het Indiaas subcontinent naar Groot-Brittannië. Hij werd daarover publiekelijk terechtgewezen door minister van binnenlandse zaken Michael Howard, die daarin gesteund werd door premier John Major. Ook was er ophef toen hij en zijn familie in 1995 een groot deel van het archief van zijn grootvader verkochten voor een bedrag van 13,5 miljoen pond.
Hij overleed op 2 maart 2010 op 69-jarige leeftijd aan de gevolgen van prostaatkanker.

## Werken
- First Journey, 1964
- Six Day War, 1967
- Defending the West, 1981
- Memories and Adventures, 1989
- His Father's Son, 1996
- The Great Republic, 1999
- Never Give In!: the best of Winston Churchill's speeches, (ed.) 2003